# Liste der Präsidenten von Mikronesien
Diese Liste enthält die bisherigen Präsidenten der Föderierten Staaten von Mikronesien. Die Staatsoberhäupter dieses pazifischen Inselstaats werden vom Kongress der Föderierten Staaten von Mikronesien üblicherweise für vier Jahre gewählt.

## Amtsträger
| #   | Bild               | Name                        | Amtsantritt      | Amtsaustritt     | Kommentar |
| --- | ------------------ | --------------------------- | ---------------- | ---------------- | --- |
| 1.  | Tosiwo Nakayama    | Tosiwo Nakayama (1931–2007) | 11. Mai 1979     | 11. Mai 1987     | 1983 für zweite Amtszeit wiedergewählt |
| 2.  | John Haglelgam     | John Haglelgam (1949–2024)  | 11. Mai 1987     | 11. Mai 1991     | |
| 3.  | Bailey Olter       | Bailey Olter (1932–1999)    | 11. Mai 1991     | 8. November 1996 | 1995 für zweite Amtszeit wiedergewählt, in deren Verlauf er aufgrund eines Schlaganfalls amtsunfähig wurde |
| 4.  | Jacob Nena         | Jacob Nena (1941–2022)      | 8. November 1996 | 11. Mai 1999     | zuvor Vizepräsident unter Bailey Olter, nach dessen Schlaganfall zunächst kommissarisch im Amt, ein halbes Jahr nach Amtsantritt am 8. Mai 1997 offiziell vereidigt, führte Olters restliche Amtszeit zu Ende |
| 5.  | Leo Falcam         | Leo Falcam (1935–2018)      | 11. Mai 1999     | 11. Mai 2003     | |
| 6.  | Joseph J. Urusemal | Joseph J. Urusemal (* 1952) | 11. Mai 2003     | 11. Mai 2007     | |
| 7.  | Manny Mori         | Manny Mori (* 1948)         | 11. Mai 2007     | 11. Mai 2015     | 2011 für zweite Amtszeit wiedergewählt |
| 8.  | Peter Christian    | Peter Christian (* 1947)    | 11. Mai 2015     | 11. Mai 2019     | |
| 9.  | David Panuelo      | David Panuelo (* 1964)      | 11. Mai 2019     | 11. Mai 2023     | |
| 10. | David Panuelo      | Wesley Simina (* 1961)      | 11. Mai 2023     | amtierend        | |